# 훈민정음의 창제
여기서는 세종대왕이 훈민정음을 창제한 과정을 다룬다.

## 역사
세종은 1443년(세종 25년) 훈민정음을 만들어서 1446년 훈민정음을 반포했다.
1444년 최만리 등이 중국의 제도를 버리는 것은 부당하다며 상소를 했으나 세종은 반박하며 거절하였다.
이후 세종은 훈민정음을 관리 시험에 쓰고 언문청을 세워 번역서를 펴내는 등 새로운 문자를 보급하였다.
정인지의 서에서는 훈민정음을 세종이 직접 지었다고 기록하고 있다. 세종실록에는 훈민정음을 ‘친히 만드셨다(上親制)’고 쓰고 있는데, 세종실록의 다른 대목에는 ‘親制’라는 말이 없어 훈민정음에 대해서만 유일한 표현이다. 또한 이기문에 따르면 한글 창제 후 세종은 표음주의 표기가 일반적인 당대의 표기법과는 달리 형태주의 표기를 주로 활용하고 동국정운 같은 책을 편찬한 예에서 보듯이 국어와 중국어의 전반에 걸쳐 음운학 및 언어학에 깊은 조예와 지식이 있었다. ==
한편 성현의 《용재총화》 제7권에서 세종이 언문청을 세워 신숙주, 성삼문 등에게 언문을 제정하라고 명을 내렸다고 쓰고 있다. 이를 바탕으로 주시경은 《대한국어문법》(1906년)에서 세종이 집현전 학자들의 도움을 받아 한글을 창제했다고 썼다.
정인지는 훈민정음을 지은 세종이 집현전 학자들에게 ‘해설서’의 편찬을 명했다고 적고 있다.

## 다른 문자·음성학과의 비교
《훈민정음해례》는 ㄱㄴㅁㅅㅇ은 발음 기관을 본따서, ㆍㅡㅣ는 천지인을 상징하여 만든 다음 나머지 글자는 획을 추가했다고 밝히고 있다. 한편 《세종실록》에는 ‘고전(古篆)을 본땄다(倣)’는 기록이 있어 다른 문자나 이론에 어느 정도 영향은 받았을 것이라고 볼 수 있다. 이에 대한 학설로는 다른 문자와 단순히 기하학적인 모양이 비슷하다는 것부터 문자 체계에 대한 비교까지 여러 가지가 있다.
한편 훈민정음에 서술된 음성학은 중국 음운학의 영향을 크게 받은 것으로 보이나, 인도의 음성학 등과의 비교 연구도 있다.

### 한자와 음운학
《세종실록》에 따르면 세종은 최만리의 상소에 반박하며 “네가 운서를 아느냐? 사성 칠음에 자모가 몇이나 있느냐?(汝知韻書乎? 四聲七音, 字母有幾乎?)”라고 묻는다. 이를 비롯해 훈민정음에 등장하는 아음·설음·순음·치음·후음 등과 그 순서는 당대 중국 음운학에서 쓰였던 것이다.
훈민정음을 당대 조선에서 쓰이던 한자와 다음과 같이 비교해볼 수 있다.
- 한자가 뜻을 표현한 표의 문자인 것에 비해 한글은 소리를 표현하는 표음 문자, 특히 닿소리와 홀소리를 구분해서 쓰는 음소 문자이다.
- 한자가 회의·형성 등으로 여러 글자를 합쳐서 새로운 글자를 만들어내는 것처럼, 한글도 낱자를 합자시켜 글자를 만든다.
- 당시 음운학이 음절을 성모·운모로 구분했던 것에 비해, 한글에서는 닿소리·홀소리로 구분하여 끝소리에 초성을 다시 썼다. (종성부용초성 終聲復用初聲)
- 한글 낱자는 발음 기관을 상형해서 만들었다.

### 파스파 문자

(위) ’파스파 문자 ꡂ /[k]/, ꡊ /[t]/, ꡎ /[p]/, ꡛ /[s]/, ꡙ /[l]/와 그에 대응하는 것으로 여겨지는 한글 문자 ㄱ /[k]/, ㄷ /[t]/, ㅂ /[p]/, ㅈ /[ts]/, ㄹ /[l]/.
(아래) 중국어를 표현하기 위한 파스파 문자 ꡯ w, ꡤ v, ꡰ f의 파생과 그의 변형 문자 ꡜ /[h]/
(왼쪽) 밑에 기호를 덧붙인 ꡧ /[w]/와 유사한 중국어 표기용 한글 ㅱ w/m, ㅸ v, ㆄ f. 이 한글들은 기본자 ㅁ과 ㅇ에서 유래했다.

파스파 문자는 아부기다로, 자음을 따로 쓰면 기본적으로 -a가 붙은 발음이 된다. /a/가 아닌 모음은 자음 밑에 붙여 쓰고, 종성은 그 밑에 자음 기호를 다시 쓰도록 되어 있다.
1966년 게리 레드야드는 훈민정음의 자음이 조음 기관을 상형했다는 해례본의 설명이 ‘확고한 설명’이라고 하면서도 파스파 문자와의 유사성을 들어 참고했을지도 모른다는 가능성을 다음과 같이 제시했다.
- 파스파 문자는 몽고전자(蒙古篆字)라고도 불리는데, 고전(古篆)이란 표현이 여기서 왔을 가능성이 있다.
- ㄱㄷㅂㅈㄹ가 파스파 문자 ꡂ ꡊ ꡎ ꡛ ꡙ와 유사하다.
  - 기본자인 ㄱㄷㅂㅈ를 가획하여 유기음 ㅋㅌㅍㅊ을 생성하였으며 감획하여 지속음인 ㆁㄴㅁㅅ을 생성하였다. ㆁ는 ㄱ을 감획한 뒤 남은 ㅣ의 형태에 ㅇ을 덧붙인 것이다.
  - ㄱㄷㅂㅈㄹ를 기본자로 본다면 감획/가획 대상인 ㄱㄷㅂㅈ가 모두 파열음 내지 파찰음이라는 점에서 음운론적으로 일관적이고 해례본이 단지 '혀의 모양을 모방했다'고 모호하게 설명하고 있는 ㄹ이 파스파 문자에서 유래한 기본자라고 간단하게 설명할 수 있다.
- ㅱ은 /w/를 표기하기 위해 쓰였는데, 이는 파스파 문자에서 /w/를 표기할 때 밑에 동그라미를 붙이는 것과 유사하다.

국어학자 정광도 비슷하게 주장했다.
송기중(2009)은 모양이 비슷하다고 파스파 문자에서 한글이 유래했다고 주장하는 것은 학문이 아니다고 일축하는 한편, 종성부용초성이나 모음을 위한 낱자를 따로 쓰는 것 등 문자 체계의 유사성을 지적했다. 연규동(2023)도 비슷하게 주장했다.
고광모(2020)는 파스파 문자의 영향을 받아 한글의 모음이 만들어졌다는(신미 창제설까지 포함) 주장을 비판한다.

### 기타 한글과 유사하다고 주장하는 문자
생김새가 한글과 유사한 문자가 있어서 한글 이전의 고대문자에 영향을 받았다는 주장이 있는데, 우연히 닮은 경우이거나 신뢰할 수 없는 출처를 근거로 하고 있다고 설명된다.

#### 가림토와신대 문자
송호수는 1984년 《광장(廣場)》 1월호 기고문에서 〈천부경〉과 《환단고기》〈태백일사〉를 참조하여 한글이 단군 시대부터 있었고, 단군조선의 가림다문(加臨多文)에서 한글과 일본의 아히루 문자가 기원했다고 주장하였다. 이에 대하여 국어학자 이근수는 《광장(廣場)》 2월호의 기고문을 통하여 과학적 논증이 없는 이상 추론일 뿐이며, 참조한 고서의 대부분이 야사임을 지적하였다. 또한 가림토 문자는 《환단고기》의 저자로 의심되고 있는 이유립이 한글의 모(母)문자로 창작한 가공의 문자일 가능성이 높아 이러한 주장은 역사학계 및 언어학계에서 인정받지 못하고 있다.
일본의 신대 문자 중에서도 모습이 한글과 비슷한 것이 있어 이를 가림토와 연관이 있다고 주장하기도 하나, 신대 문자가 새겨져 있는 비석마다 문자의 모습이 달라 일관성이 없고 언어학자들이 추정하는 고대 일본어의 음운 구조와도 맞지 않으며, 신대 문자가 기록되었다고 하는 유물 거의 전부가 18~19세기의 것이고 에도 시대 전의 것을 찾을 수 없는바, 신대 문자라는 것은 고대 일본에 문자가 있었다고 주장하기 위한 에도 시대의 위작이며, 특히 그 중에 한글과 유사한 것들은 오히려 한글을 모방한 것임이 밝혀졌다.

#### 구자라트 문자
1983년 9월 KBS가 방영한 8부작 다큐멘터리 《신왕오천축국전》은 구자라트 문자를 소개하면서 '자음은 ㄱ, ㄴ, ㄷ, ㄹ, ㅁ, ㅅ, ㅇ 등이고, 모음은 ㅏ, ㅑ, ㅓ, ㅕ, ㅗ, ㅛ, ㅜ, ㅠ, ㅡ, ㅣ의 열 자가 꼭 같았으며, 받침까지도 비슷하게 쓰고 있었다'고 주장하였다.
또한, 개천학회 회장 송호수는 1984년 이를 인용하면서 '자음에서는 상당수가 같고, 모음은 10자가 꼭 같다는 것이다'라고 썼다. 그는 구자라트 문자가 가림토에서 비롯되었다고 주장했다.
그러나 구자라트 문자는 문자 구성상 자모로 완전히 분리되는 한글과는 달리 모든 자음이 딸림 모음을 수반하는 아부기다이며, 데바나가리 문자에서 수직선을 제거한 데바나가리 파생문자로서 다른 인도계 여러 문자와 친족 관계가 명확하게 밝혀져 있기 때문에 이는 구자라트 문자의 특정 글자체와 한글 사이의 표면적 유사성에 대한 착오일 뿐이다.